# 梧桐花镇
梧桐花镇，是中华人民共和国内蒙古自治区赤峰市翁牛特旗下辖的一个乡镇级行政单位。

## 行政区划
梧桐花镇下辖以下地区：
老西铺村、潘家窝铺村、小营子村、下井村、二东荒村、张家店村、双岭村、国公府村、头牌子村、山东营村、大窝铺村、赵家窝铺村、梧桐花村、西大道村、毛家窝铺村、下洼子村、兴隆沟村、风水沟村、和平营村、庄头营村、月明沟村和元宝洼村。